# Nitruro de boro
El nitruro de boro, de fórmula BN, es un compuesto binario del boro, que consiste en proporciones iguales de boro y nitrógeno. 
El compuesto es isoelectrónico al carbono, (el boro aporta 3 electrones de valencia y el nitrógeno 5) por lo que el nitruro de boro tiene formas polimórficas, homólogas a los alotropos del carbono.

## Formas polimórficas

### Nitruro de boro cúbico
El nitruro cúbico de boro (c-BN) es un material artificial extremadamente duro, aunque de una dureza menor a la del diamante.
Al igual que el diamante, el c-BN es un aislante eléctrico y un excelente conductor del calor. 
Es ampliamente utilizado como un abrasivo para herramientas industriales, en especial para el mecanizado de aceros aleados y materiales de gran dureza.[cita requerida]

#### Fabricación
El c-BN es producido por el tratamiento del nitruro de boro hexagonal a altas presiones y temperaturas, de la misma manera que es producido el diamante artificial a partir del grafito. La conversión directa de nitruro de boro hexagonal a nitruro de boro cúbico ocurre a presiones por encima de los 18 GPa y temperaturas de entre 1730-3230 °C. La adición de pequeñas cantidades de óxido de boro pueden reducir la presión requerida a unos 4-7 GPa, y la temperatura a unos 1500 °C.[cita requerida]
Industrialmente se utilizan distintos catalizadores para lograr la reacción, los cuales varían según el método de producción (p. ej.: Litio, Potasio o Magnesio, sus nitruros, sus fluoronitruros, agua con compuestos de amoníaco, etc.).

### Borazón
Borazón es la marca comercial de un compuesto sintético, de estructura cristalina cúbica, de nitruro de boro, obtenido a alta presión. Fue descubierto el 12 de febrero de 1957 por el doctor Robert Wentorf en los laboratorios de General Electric y luego patentado y comercializado, a partir de 1969, por esta misma empresa. Este material raya el diamante y soporta temperaturas superiores a los 1800 °C.

#### Propiedades físicas y químicas
El borazón, al igual que el diamante, es un buen aislante eléctrico, ya que no posee electrones libres. Su estructura cristalina es cúbica, con lados de aproximadamente 0,5 Å y, por lo tanto, su densidad es aproximadamente 2 % menor a la del diamante. aumentando sus propiedades mecánicas

#### Utilización
Este compuesto se utiliza en la industria para dar forma a herramientas, ya que su elevado punto de fusión le permite resistir temperaturas de más de 2000 °C. También se utiliza en joyería y cristalería como elemento de abrasión de diamantes.